# Sprint Air
SprintAir – grupa kapitałowa skupiająca dwie spółki SprintAir S.A. oraz SprintAir Cargo Sp. z o.o., świadczące usługi transportowe na rynku lotniczym. SprintAir specjalizuje się zarówno w przewozach ładunków, jak i w lotach pasażerskich – rozkładowych oraz czarterowych. Główną bazą operacyjną jest Lotnisko Chopina w Warszawie. SprintAir wykorzystuje również trzy bazy w Europie: w Kolonii, Oslo oraz Kopenhadze.
Poza przewozem lotniczym spółki grupy realizują również działalność szkoleniową, prowadzoną za pośrednictwem funkcjonujących w grupie dwóch ośrodków szkoleniowych: TRTO (szkolenia dla pilotów na typ SF340 oraz ATR72) oraz ośrodek szkoleń Aviation Security (szkolenia operatorów kontroli bezpieczeństwa).

## Struktura grupy
- SprintAir S.A. – spółka dominującą grupy SprintAir, funkcjonuje od lipca 2003 roku (wcześniej jako SkyExpress i Air Polonia Cargo)
- SprintAir Cargo Sp. z o.o. – rozpoczęła działalność w grudniu 2006 roku jako SkyCarrier Sp. z o.o. Do Grupy SprintAir dołączyła 1 kwietnia 2008 roku.

## Historia
Spółka została utworzona w lipcu 2003, a rozpoczęła swą działalność w kwietniu 2004 jako Air Polonia Cargo Sp. z o.o., używając jednego samolotu Let L-410 Turbolet, wykonującego loty towarowe.
We wrześniu spółka zmienia nazwę na Sky Express (posiadając 3 samoloty typu Let L-410). W tym samym miesiącu spółka zakupiła pierwszy samolot typu Saab 340A, który otrzymał znaki rejestracyjne SP-KPF. Miesiąc później, w październiku 2004 do floty dołączył kolejny Saab o numerach SP-KPE. Były to pierwsze samoloty tego typu w Polskim Rejestrze Statków Powietrznych. Flota Saabów 340 stopniowo powiększała się i począwszy od 2008 działający już pod obecną marką SprintAir wykorzystywał największą na świecie flotę samolotów tego typu w konfiguracji cargo.
Pierwszy samolot pasażerski, Saab 340 SP-KPL został zakupiony w maju 2009.
Począwszy od 2014 spółka rozpoczęła wprowadzanie do floty nowego typu samolotu – ATR72. Pierwszy samolot tego typu, w wersji cargo SprintAir pozyskał w maju 2014, drugi – w grudniu 2015, a trzy kolejne w lipcu, sierpniu i październiku 2016.

## Kierunki lotów
Aktualnie SprintAir nie realizuje rozkładowych lotów pasażerskich, skupiając się na działalności cargo.
Do 29 października 2017 obsługiwał połączenia na trasach z Warszawy do portów lotniczych w Gdańsku, Pradze i Lwowie.

## Flota
Według stanu na kwiecień 2025 flota Sprint Air składała się z 18 samolotów o średnim wieku 31,5 lat:
| Samolot  | Samolot | Samolot   | Liczba miejsc | Uwagi                                     |
| Model    | Aktywne | Zamówione | Liczba miejsc | Uwagi                                     |
| -------- | ------- | --------- | ------------- | ----------------------------------------- |
| ATR 72   | 11      | -         | -             | Konfiguracja cargo, ładunek do 72 m³      |
| Saab 340 | 3       | -         | -             | Konfiguracja cargo, ładunek do 35,8 m³    |
| Saab 340 | 3       | -         | 33/-          | Konfiguracja mieszana, ładunek do 35,8 m³ |
| Saab 340 | 1       | -         | 33            |                                           |
| Łącznie  | 18      | 0         |               |                                           |